# Superintendentura Poznań II Ewangelickiego Kościoła Unijnego
Superintendentura (Okręg) Poznań II Ewangelickiego Kościoła Unijnego – jednostka organizacyjna Ewangelickiego Kościoła Unijnego w Polsce istniejąca w okresie II Rzeczypospolitej. Skupiała grupę parafii kościelnych (zborów) czyli parafii tego Kościoła o tradycji ewangelicko-reformowanej (kalwińskiej). Te wielkopolskie  głównie skupiająca parafie dawnej Jednoty Braci Czeskich w Wielkopolsce. W 1922 roku przyłączyła się do niej parafia kalwińska w Toruniu i parafię w Taborze Wiekim, która skupiała czeskich osadników z XVIII wieku.

## Superintendenci (seniorzy)
Na czele okręgu stali superintendenci używający jednak tytułu "seniora" sięgający czasów Jednoty Wielkopolskiej.
1912-1932 Gerhard Haenisch (1864-1932) z Poznania
1932-1934 Wilhelm Bickerich (1867-1934) z Leszna
1934-1942 wakat
1942-1945 Nataniel Katschner z Wielkiego Taboru

## Dane statystyczne

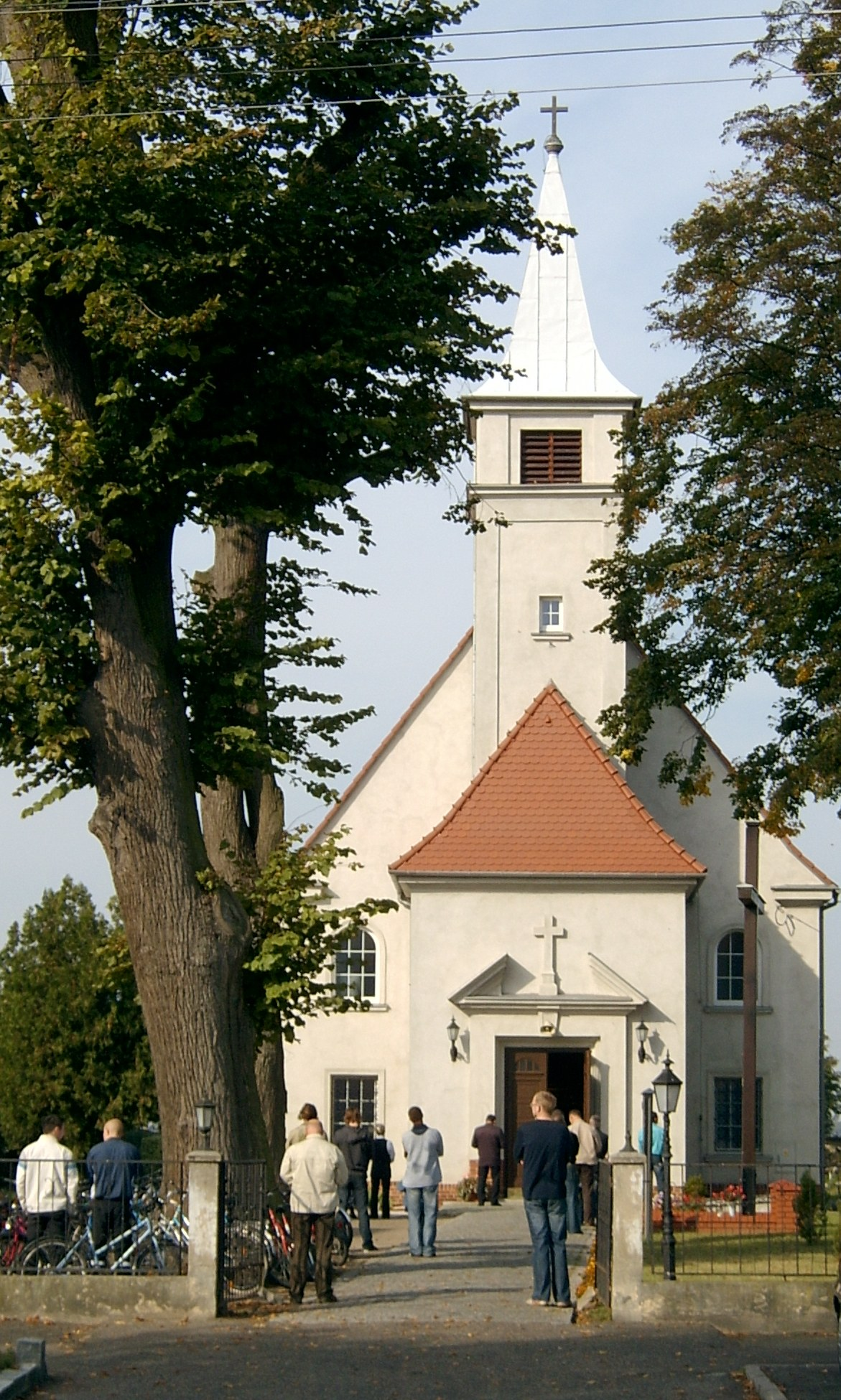
Dawny kościół ewangelicki w Lasocicach, obecnie katolicki kościół Niepokalanego Poczęcia NMP

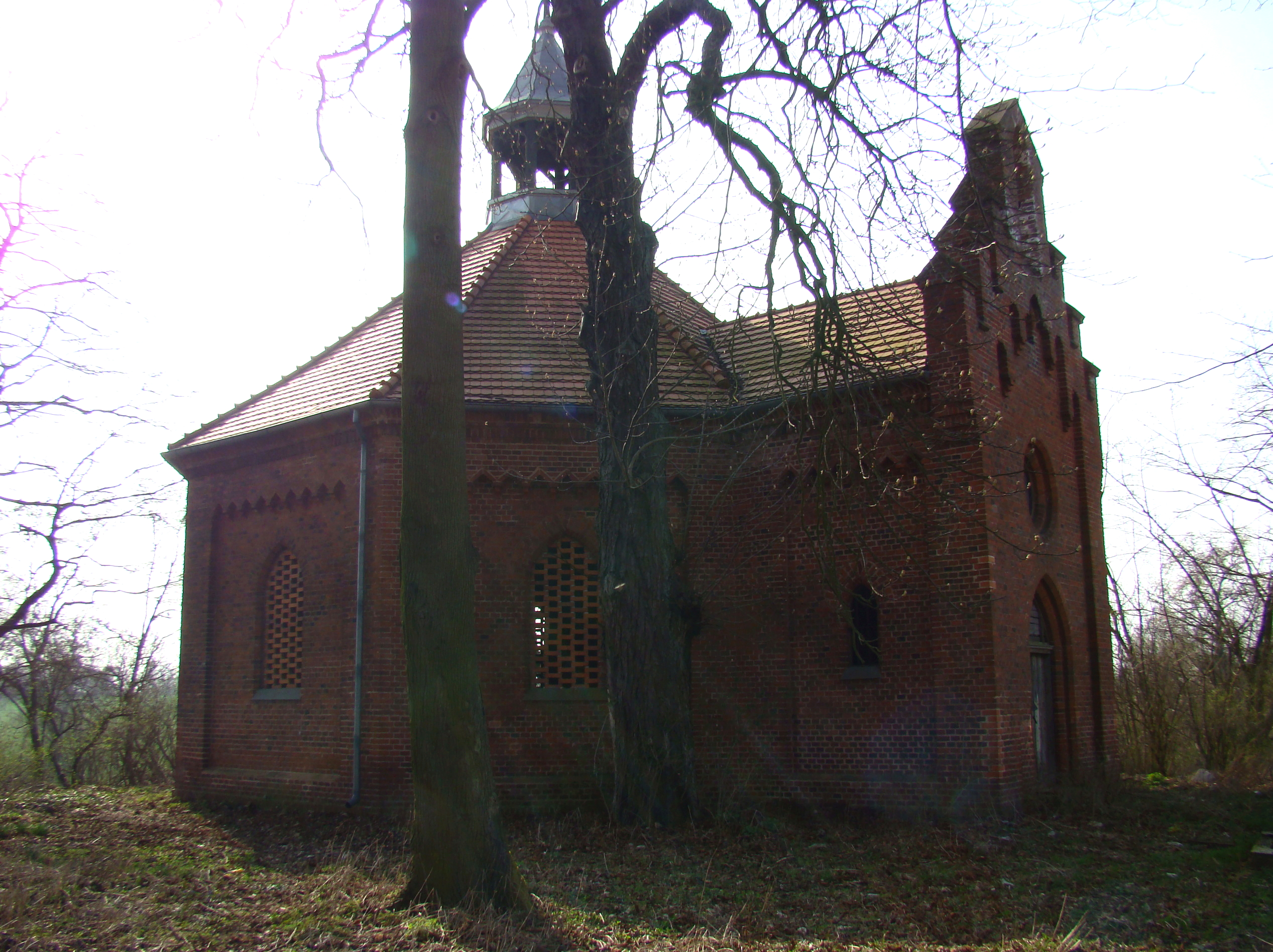
Kościół ewangelicki w Orzeszkowie

| Parafia                   | Liczba wiernych (1937) |
| Lasocice                  | 500                    |
| Leszno                    | 278                    |
| Tabor Wielki              | 711                    |
| Orzeszkowo                | 240                    |
| Poznań (ul. św. Józefa 2) | 154                    |
| Waszkowo                  | 52                     |
| Toruń                     | 14                     |